# Christine Ernst
Christine Ernst (* 7. Februar 1938 in Reichenberg, Tschechoslowakei) ist eine deutsche Politikerin (SPD) und ehemaliges Mitglied des Sächsischen Landtages.

## Leben
Christine Ernst besuchte die Grund- und Oberschule in Magdeburg und anschließend die Fachschule für Bibliothekare in Leipzig. Danach war sie als Bibliothekarin und Leiterin eines Jugend-Literatur-Clubs in Magdeburg. Von 1976 bis 1979 folgte ein Studium am Literaturinstitut „Johannes R. Becher“ in Leipzig. Zwischen 1979 und 1980 war sie als Dramaturgin am Theater der Altmark in Stendal tätig. Ab 1980 arbeitete Ernst als Kulturleiterin im Feierabendheim Klingenthal.
Ernst ist verheiratet und hat drei Kinder.

## Politik
Christine Ernst ist seit 1992 Mitglied der SPD. Im Oktober 1994 zog sie über die Landesliste der SPD Sachsen in den Sächsischen Landtag ein, dem sie für eine Wahlperiode bis 1999 angehörte. Dort war sie Mitglied im Ausschuss für Wissenschaft und Hochschule, Kultur und Medien sowie im Petitionsausschuss.